# Pamela Rai
Pamela Rai (n. 29 martie 1966, New Westminster⁠(d), British Columbia, Canada) este o înotătoare ce a reprezentat Canada, medaliată olimpică. A participat la o ediție a Jocurilor Olimpice (1984) în care a câștigat două medalii de bronz.